# Río Arrazola
El río Arrazola es un río del norte de la península ibérica que discurre por Vizcaya, España. 

## Curso
Es un afluente del río Ibaizábal y está formado por numerosos riachuelos que descienden de los montes cercanos. En muchos de sus tramos se mantienen los alisos del bosque de ribera y una interesante fauna y flora asociada. Nace a los pies del Besaide a 307m de altitud hasta unirse al Ibaizabal en Apatamonasterio a 160 m de altitud, pasando por Arrazola, Santiago y Marzana.
Restos de canales y saltos de agua delatan antiguos molinos y ferrerías. Antiguos puentes de piedra todavía conectan propiedades y caminos.